# Парламентские выборы в Хорватии (2007)
Парламентские выборы состоялись 25 ноября 2007 года в Хорватии и 24-25 ноября 2007 за рубежом. Избирательная кампания официально стартовала 3 ноября. Президент Хорватии объявил о начале выборов 17 октября, и в течение 14 дней было разрешено выдвигать списки кандидатов.
Выборы прошли в 10 избирательных округах в Хорватии (каждый из которых делегирует 14 членов парламента), в одном избирательном округе для хорватских граждан, проживающих за границей (с максимум 12 членами парламента), и в одном избирательном округе для национальных меньшинств (8 членов парламента). Списки кандидатов должны получить более 5 % голосов хотя бы в одном избирательном округе для того, чтобы быть представленными в парламенте. В целом 4 478 386 граждан имели право голоса, 405 092 из которых относились к диаспоре, 280 000 — проживали в Боснии и Герцеговине.
Для предотвращения возможных фальсификаций, таких, как голоса умерших или повторное голосование в разных местах, хорваты за пределами Хорватии, имевшие право голоса, должны были зарегистрироваться не позднее чем за 14 дней до выборов.
В трех регионах было проведено повторное голосование 9 декабря 2007, которое не могло и не изменило окончательный результат количества мандатов, но из-за этого окончательный результат стал известен только 11 декабря 2007 года.
Правительственное правоцентристское Хорватское демократическое содружество получило относительную победу на выборах, но не смогло получить абсолютное большинство. Оппозиционная левоцентристская Социал-демократическая партия Хорватии добилась лучшего результата в своей истории, но не смогла стать сильнейшей партией. Выборы привели к формированию второго кабинета Иво Санадера, которого поддержали HDZ, HSS, HSLS и представители национальных меньшинств.
Хорватские политические партии и независимые списки официально выдвинули кандидатов и сформировали избирательные списки до 30 октября. В выборах приняло участие 3585 кандидатов от политических партий или независимых списков (22 человека на место). Существовало 235 партийных списков, 16 независимых списков и 72 кандидата от национальных меньшинств. 29,93 % кандидатов были женщины. Средний возраст кандидатов был 43,41 лет: 44,70 для мужчин и 40,40 для женщин. Старейшим кандидату было 89 лет, а самому младшему — 18. Государственная избирательная комиссия подтвердила списки до полуночи 2 ноября.
Распределение мест национальных меньшинств:
- Сербы: 3
- Венгры: 1;
- Итальянцы: 1;
- Чехи и словаки: 1;
- Австрийцы, болгары, немцы, поляки, цыгане, румыны, русины, русские, турки, украинцы, валахи и евреи: 1;
- Албанцы, боснийцы, черногорцы, македонцы, словенцы: 1.

## Результаты выборов
Окончательные результаты выборов 25 ноября 2007 до парламента Хорватии (Hrvatski sabor)
| Партии и коалиции | Партии и коалиции | Голоса                                                                                                   | % | Места | %    | +/- |
| --- | --- | --- | --- | ----- | ---- | --- |
| Хорватское демократическое содружество (Hrvatska demokratska zajednica)                                              | Хорватское демократическое содружество (Hrvatska demokratska zajednica)                                              | 907 743                                                                                                  | 36,6 | 66    | 43,1 | ±0  |
| Социал-демократическая партия Хорватии (Socijaldemokratska partija Hrvatske)                                         | Социал-демократическая партия Хорватии (Socijaldemokratska partija Hrvatske)                                         | 775 690                                                                                                  | 31,2 | 56    | 36,6 | +22 |
| «Желто-зелёная коалиция» (Zeleno-žuta koalicija)                                                                     | Хорватская крестьянская партия (Hrvatska seljačka stranka)                                                           | 161 814                                                                                                  | 6,5 | 6     | 3,9  | -4  |
| «Желто-зелёная коалиция» (Zeleno-žuta koalicija)                                                                     | Хорватская социал-либеральная партия (Hrvatska socijalno liberalna stranka)                                          | 161 814                                                                                                  | 6,5 | 2     | 1,3  | ±0  |
| «Желто-зелёная коалиция» (Zeleno-žuta koalicija)                                                                     | Приморье-Горский Котар Союз (Primorsko-goranski savez)                                                               | 161 814                                                                                                  | 6,5 | 0     | 0,0  | -1  |
| «Желто-зелёная коалиция» (Zeleno-žuta koalicija)                                                                     | Демократическая партия Загорья (Zagorska demokratska stranka)                                                        | 161 814                                                                                                  | 6,5 | 0     | 0,0  | —   |
| «Желто-зелёная коалиция» (Zeleno-žuta koalicija)                                                                     | Партия Загорья (Zagorska stranka)                                                                                    | 161 814                                                                                                  | 6,5 | 0     | 0,0  | —   |
| Хорватская народная партия — Либеральные демократы (Hrvatska narodna stranka — Liberalni demokrati)                  | Хорватская народная партия — Либеральные демократы (Hrvatska narodna stranka — Liberalni demokrati)                  | 168 440                                                                                                  | 6,8 | 7     | 4,6  | -4  |
| Демократическая ассамблея Истрии (Istarski demokratski sabor/Dieta democratica Istriana)                             | Демократическая ассамблея Истрии (Istarski demokratski sabor/Dieta democratica Istriana)                             | 38 267                                                                                                   | 1,5 | 3     | 2,0  | -1  |
| Хорватский демократический союз Славонии и Бараньи (Hrvatski demokratski savez Slavonije i Baranje)                  | Хорватский демократический союз Славонии и Бараньи (Hrvatski demokratski savez Slavonije i Baranje)                  | 44 552                                                                                                   | 1,8 | 3     | 2,0  | +3  |
| Коалиция | Хорватская партия пенсионеров (Hrvatska stranka umirovljenika)                                                       | 101 091                                                                                                  | 4,1 | 1     | 0,7  | -2  |
| Коалиция | Демократическая партия пенсионеров (Demokratska stranka umirovljenika)                                               | 101 091                                                                                                  | 4,1 | 0     | 0.0  | —   |
| Хорватская партия права (Hrvatska stranka prava)                                                                     | Хорватская партия права (Hrvatska stranka prava)                                                                     | 86 865                                                                                                   | 3,5 | 1     | 0,7  | -7  |
| Другие | Другие | 184 477                                                                                                  | 7,4 | 0     | 0,0  | -7  |
| Независимая демократическая сербская партия (Samostalna demokratska srpska stranka) (список национальных меньшинств) | Независимая демократическая сербская партия (Samostalna demokratska srpska stranka) (список национальных меньшинств) | Суммарное количество голосов не включает данные об избирателях от представителей национальных меньшинств | Суммарное количество голосов не включает данные об избирателях от представителей национальных меньшинств | 3     | 2,0  | ±0  |
| Партия демократического действия Хорватии (Stranka Demokratske Akcije Hrvatske) (список национальных меньшинств)     | Партия демократического действия Хорватии (Stranka Demokratske Akcije Hrvatske) (список национальных меньшинств)     | Суммарное количество голосов не включает данные об избирателях от представителей национальных меньшинств | Суммарное количество голосов не включает данные об избирателях от представителей национальных меньшинств | 1     | 0,7  | ±0  |
| Другие представители национальных меньшинств                                                                         | Другие представители национальных меньшинств                                                                         | Суммарное количество голосов не включает данные об избирателях от представителей национальных меньшинств | Суммарное количество голосов не включает данные об избирателях от представителей национальных меньшинств | 4     | 2.6  | ±0  |
| Всего | Всего | 2 483 452                                                                                                | 100,0 | 153   | 100  | —   |
| Source: Adam Carr’s Election Archive Архивная копия от 24 мая 2011 на Wayback Machine                                | | | |       |      |     |

В ночь выборов после обнародования первых результатов было объявлено, что глава Хорватского демократического содружества говорил с президентом Республики о формировании им нового правительства. Через несколько минут после этого глава Социал-демократической партии сообщил общественности, что он тоже говорил с президентом и тоже начинает формирование правительства.
12 декабря было объявлено, что коалиционные переговоры между ХДС и ХПП-ХСЛП были близки к завершению, и шансы ХПП-ХСЛП сформировать коалицию с СДП были объявлены очень низкими. Через три дня президент Месич провел второй раунд консультаций с парламентскими партиями и убедился в том, что ХДС и ХПП-ХСЛП заканчивают свои переговоры. Месич убедится, что Санадер получит поддержку большинства Сабора, и вручил ему мандат на формирование правительства. После этого объявления Миланович ещё раз подтвердил, что СДП до сих пор не отказалась от формирования правительства. Санадер описал такое поведение как «не подобаеющее демократическим стандартам» и указал, что президент будет иметь гораздо меньше хлопот, если СДП просто признает своё поражение.
Первое заседание новоизбранного парламента было назначено на 11 января 2008, и 12 января парламент утвердил кабинет Санадера.